# Jubelpark

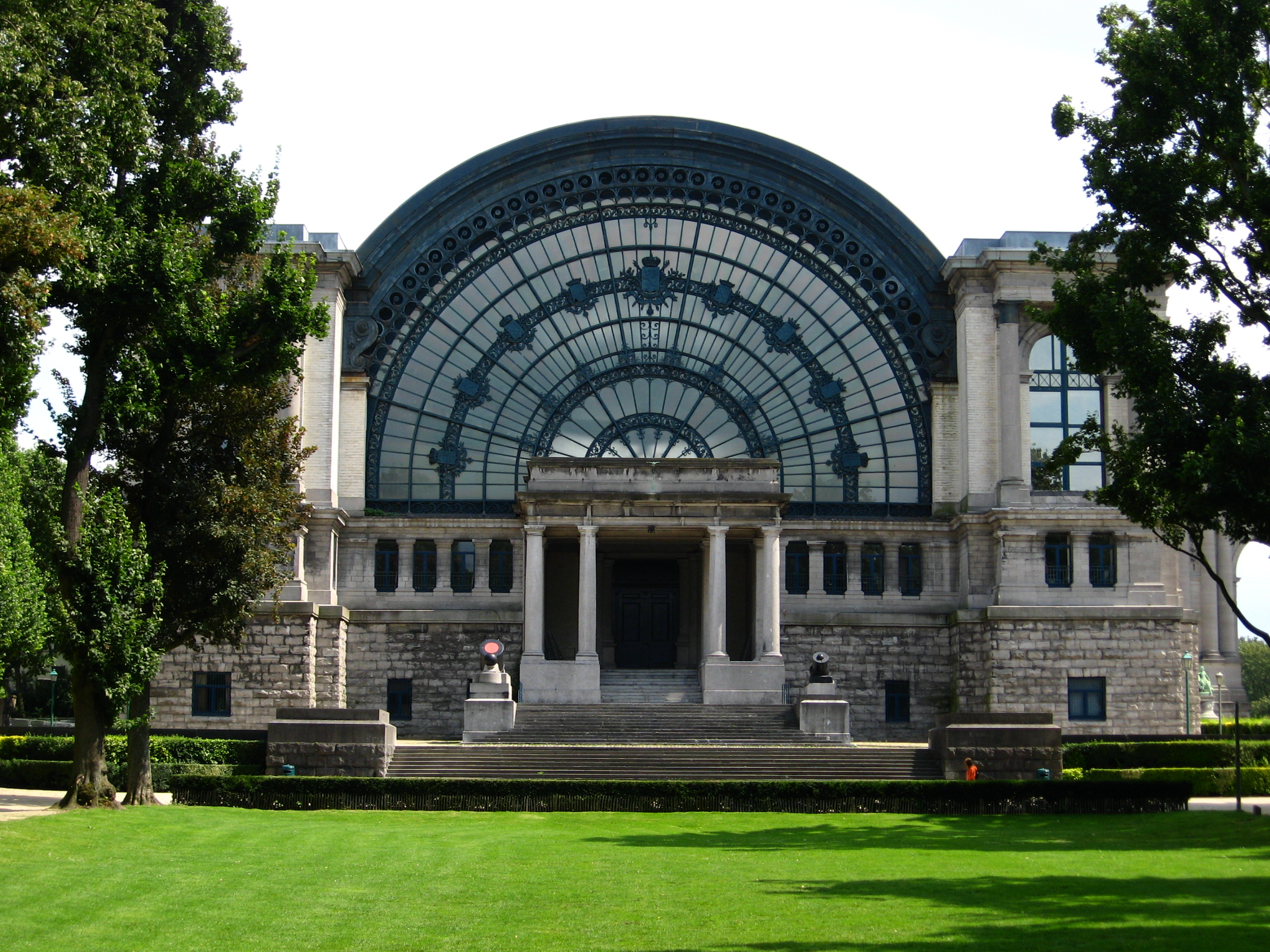
Ingang van de noordelijke hal

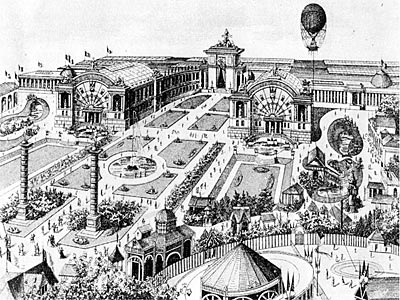
Het park in 1880

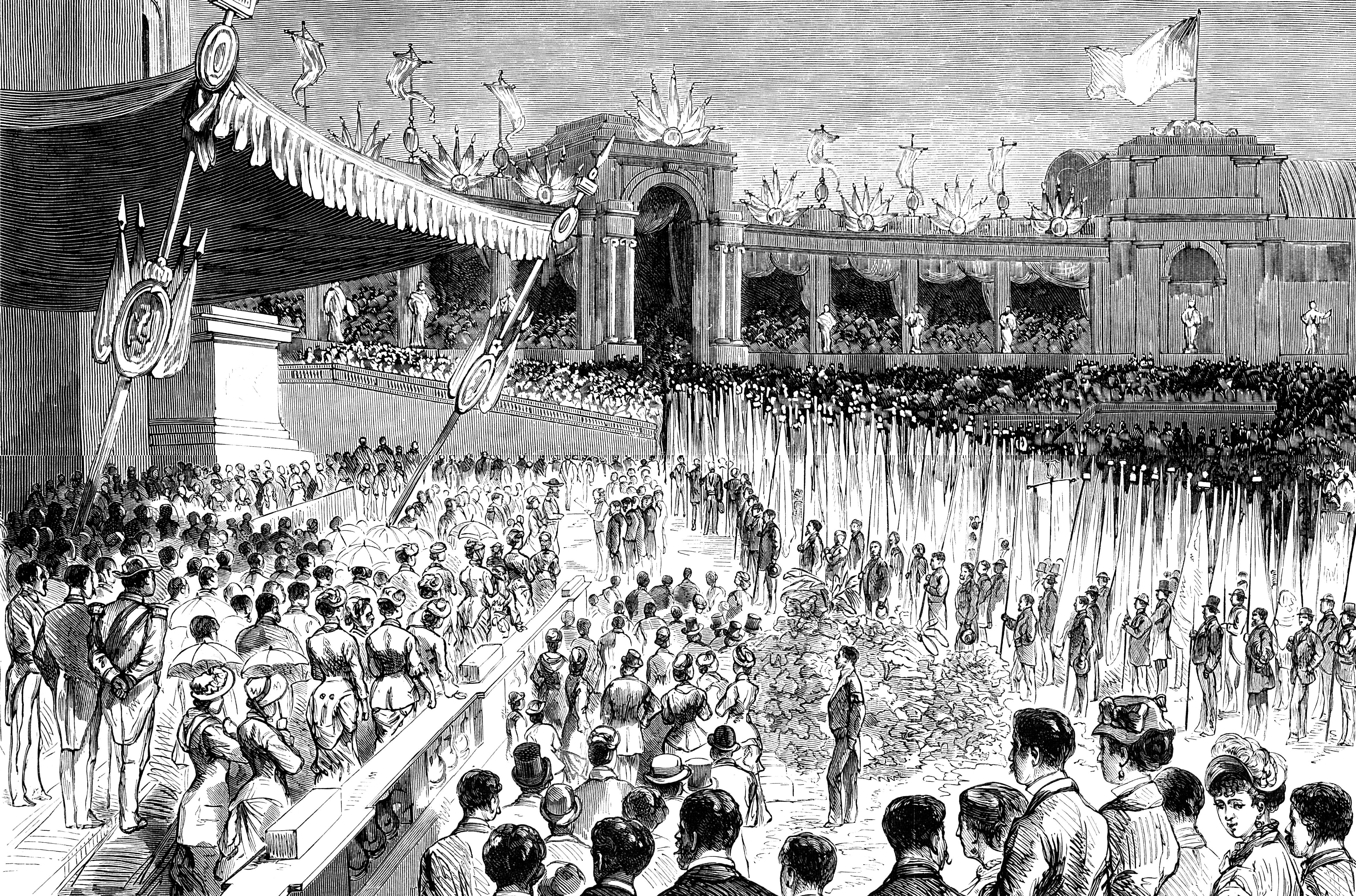
De patriottische viering van de vijftigste verjaardag van de Belgische onafhankelijkheid, Jubelpark, 16 augustus 1880.

Het Jubelpark (Frans: Parc du Cinquantenaire) is een (tentoonstellings)park in de Belgische hoofdstad Brussel.

## Geschiedenis
In 1852 werd er voor gekozen om een nieuw exercitieplein aan te leggen, omdat de stad verplicht was er een te hebben voor het garnizoen. Hiervoor koos men de locatie ten oosten van het plein oostelijk van de brug over de Maalbeek (de site van het latere Jubelpark). In 1852-1856 vonden de werkzaamheden plaats waarbij het terrein werd genivelleerd, riolering werd aangelegd en rondom brede bomenlanen werden aangelegd.
Met de wet van 7 april 1853 kon de stad Brussel met de oostelijke uitbreiding van Brussel het gebied van 194 hectare annexeren. Dit betrof het gebied van de Leopoldswijk en het gebied daar ten noordoosten van, de toekomstige Noordoostwijk. Met deze annexatie verloor ook Etterbeek het gebied van het exercitieterrein aan Brussel.
Het park werd aangelegd in opdracht van koning Leopold II om in 1880 de vijftigste verjaardag van de Belgische onafhankelijkheid te vieren. Ter ere van die viering werd destijds de Nationale tentoonstelling in het park gehouden. Als onderdeel van dit project werd de Triomfboog van het Jubelpark gebouwd, met aan weerszijden twee paviljoenen. In 1888 en 1897 werden hier de wereldtentoonstellingen gehouden. Tegen 2030 zou de Jubelparksite gerenoveerd worden, met een overkapte tunnel en vernieuwde museumgebouwen.
De regering-De Wever plant fors minder uit te geven aan de prestigieuze renovatie van het Brusselse Jubelpark, hét uithangbord voor de vieringen van 200 jaar België in 2030. Alleen de gevels worden nog op orde gezet.

## Beschrijving

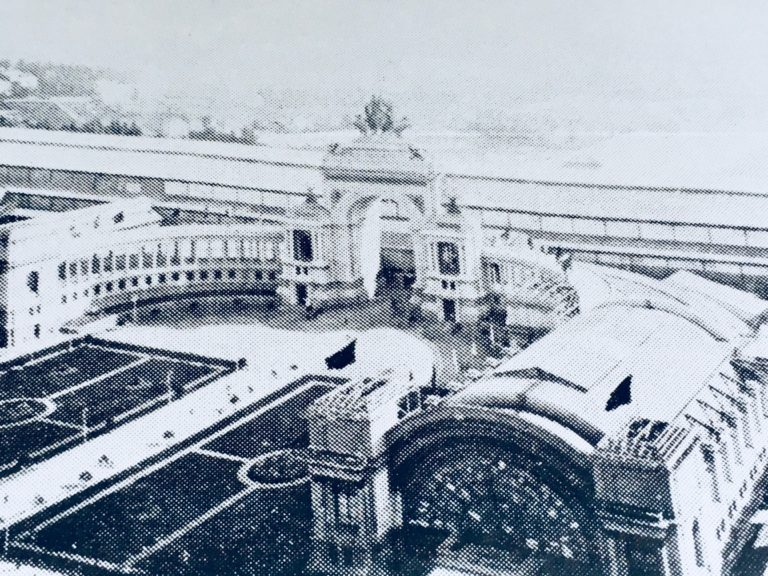
In 1875 gebouwde enkele triomfboog gemaakt van hout en gips voor het Jubelpark en de Internationale Expositie van Brussel in 1897, gemaakt door de Belgische architect Gédéon Bordiau in opdracht van koning Leopold II der Belgen.

Het Jubelpark huisvest het Koninklijk Instituut voor het Kunstpatrimonium, de Grote Moskee van Brussel en de Brusselse Groendienst.
Het Paviljoen van de Menselijke Driften is een neoclassicistische tempel die in 1896 gebouwd werd door Victor Horta. Binnen zijn De menselijke driften te zien, een reliëf van Jef Lambeaux. Enkel bij uitzonderlijke gelegenheden is de tempel toegankelijk voor het publiek.
Elk jaar vormt het park het startpunt van de 20 km door Brussel. Onder het Jubelpark loopt de Jubelparktunnel.

### Triomfboog
Het opvallendste bouwwerk in het park is de triomfboog, die in 1905 werd voltooid. De eerste, door koning Leopold II aangestelde architect, was de Belgische architect Gédéon Bordiau. Na diens overlijden werd door de koning de Franse architect Charles Girault aangesteld.
Het monument bestaat uit drie gelijke bogen met boven de middelste boog een bronzen beeld dat Brabant op een strijdwagen, voortgetrokken door vier paarden, voorstelt. De maker was Jules Lagae (1862-1931). In 1988 voltooide men de restauratie van het vierspan boven op de triomfboog.
Aan de voet van de triomfboog vindt men aan weerszijden in totaal acht beelden die de overige provincies verbeelden. (België had in totaal 9 provincies toen de triomfboog gebouwd werd. De staatshervormingen brachten hier verandering in.) De beelden werden gemaakt door Thomas Vinçotte, Jef Lambeaux, Charles Van der Stappen, Albert Desenfans en Guillaume De Groot. 
De zuilengalerij die aan weerszijden van de boog vertrekt, leidt naar gebouwen waarin onder meer zijn ondergebracht:
- Koninklijk Museum van het Leger en de Krijgsgeschiedenis
- Autoworld
- Koninklijke Musea voor Kunst en Geschiedenis: Museum Kunst & Geschiedenis en Afgietselwerkplaats

### Beelden & fonteinen
In het park zijn een aantal beelden en fonteinen te vinden, zoals:
- De Toren van Beyaert, dit is een kleine toren in middeleeuwse stijl.
- De Hond van Ulm, ook wel de groene hond genoemd.
- De Congofontein.
- De vossen van Samson.

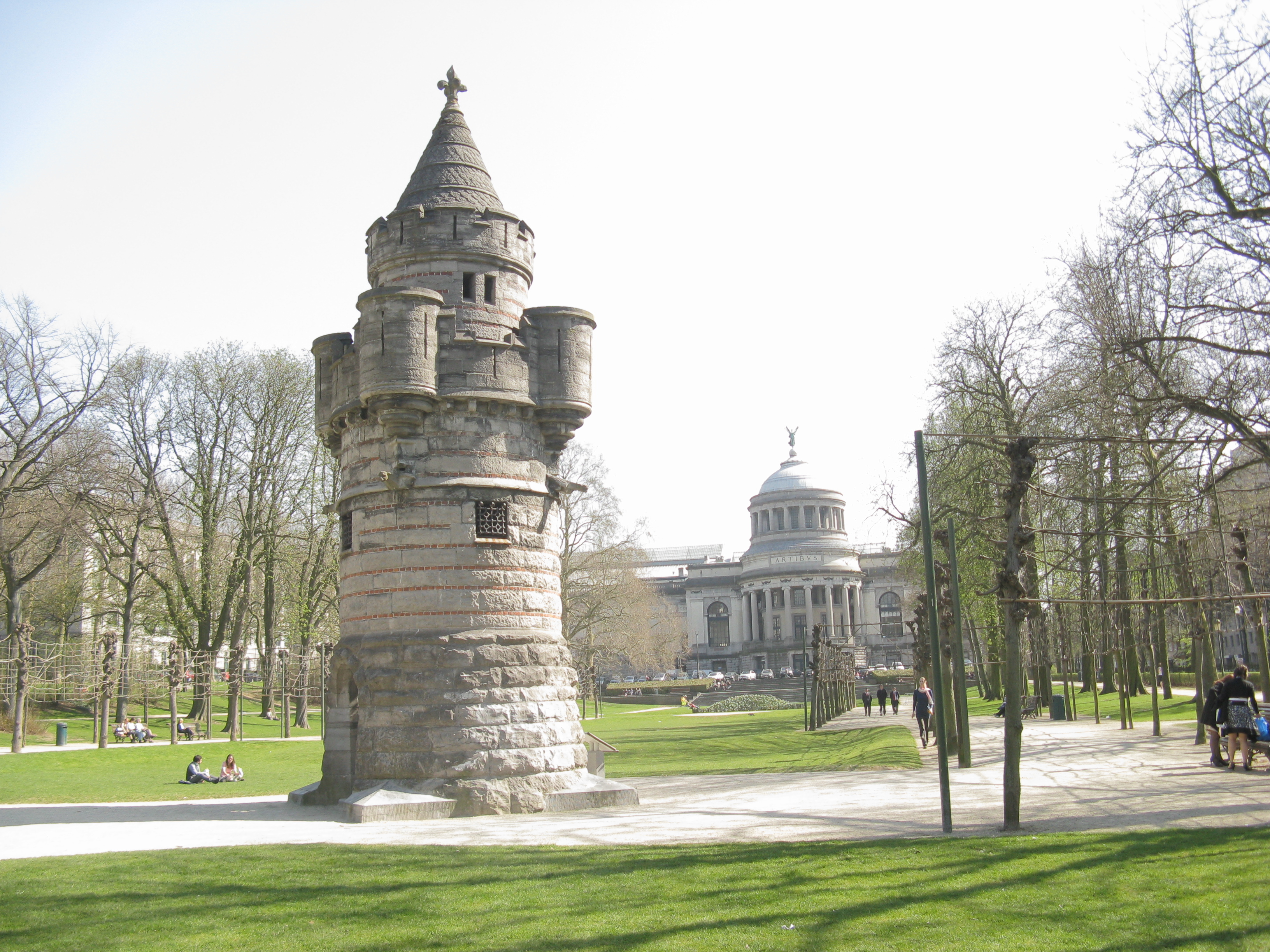
Toren van Beyaert
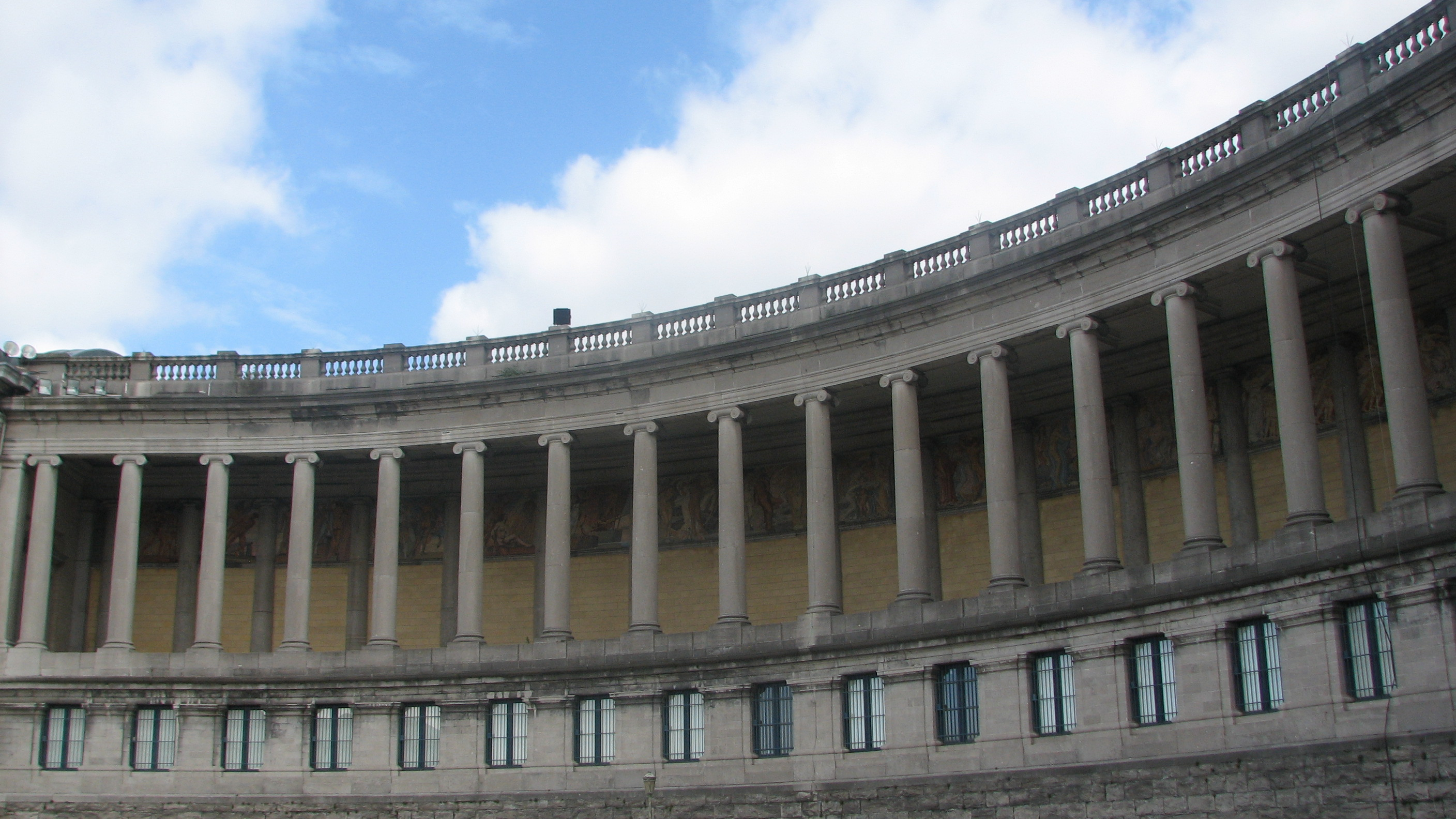
Zuilengalerij
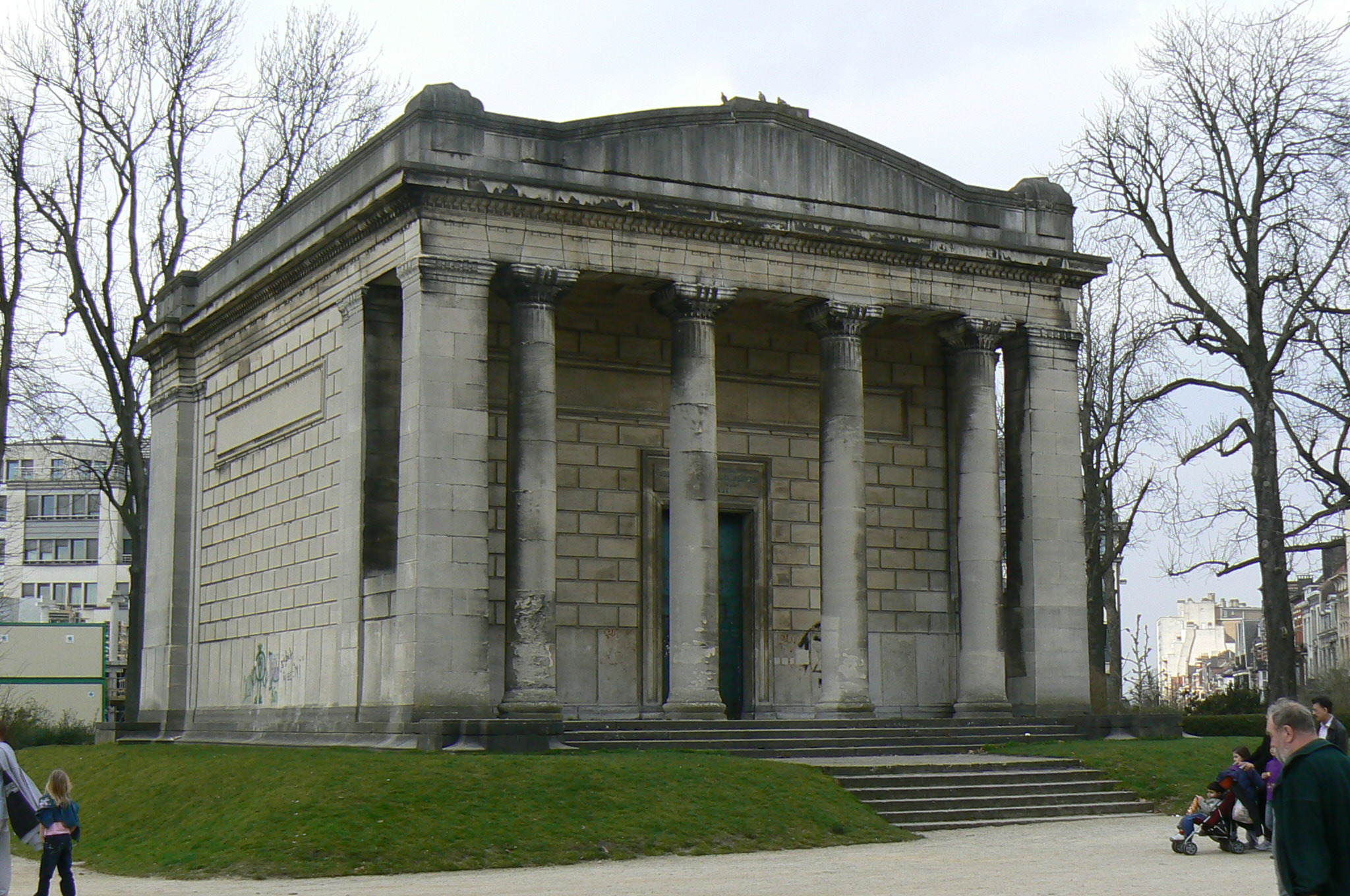
Het Horta-Lambeaux Paviljoen met de Menselijk Driften
Monument voor de Belgische pioniers in Congo
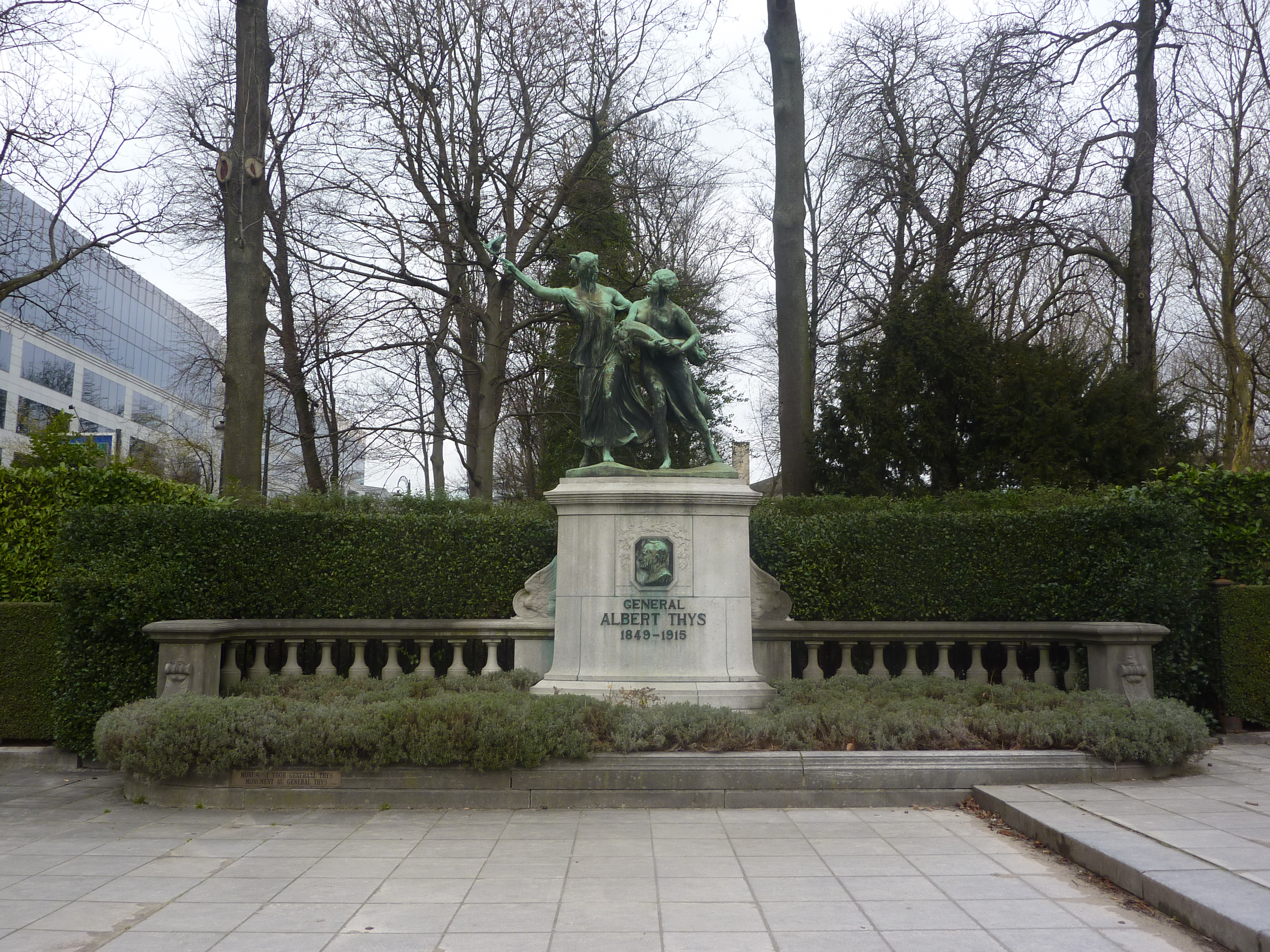
Monument voor Albert Thys
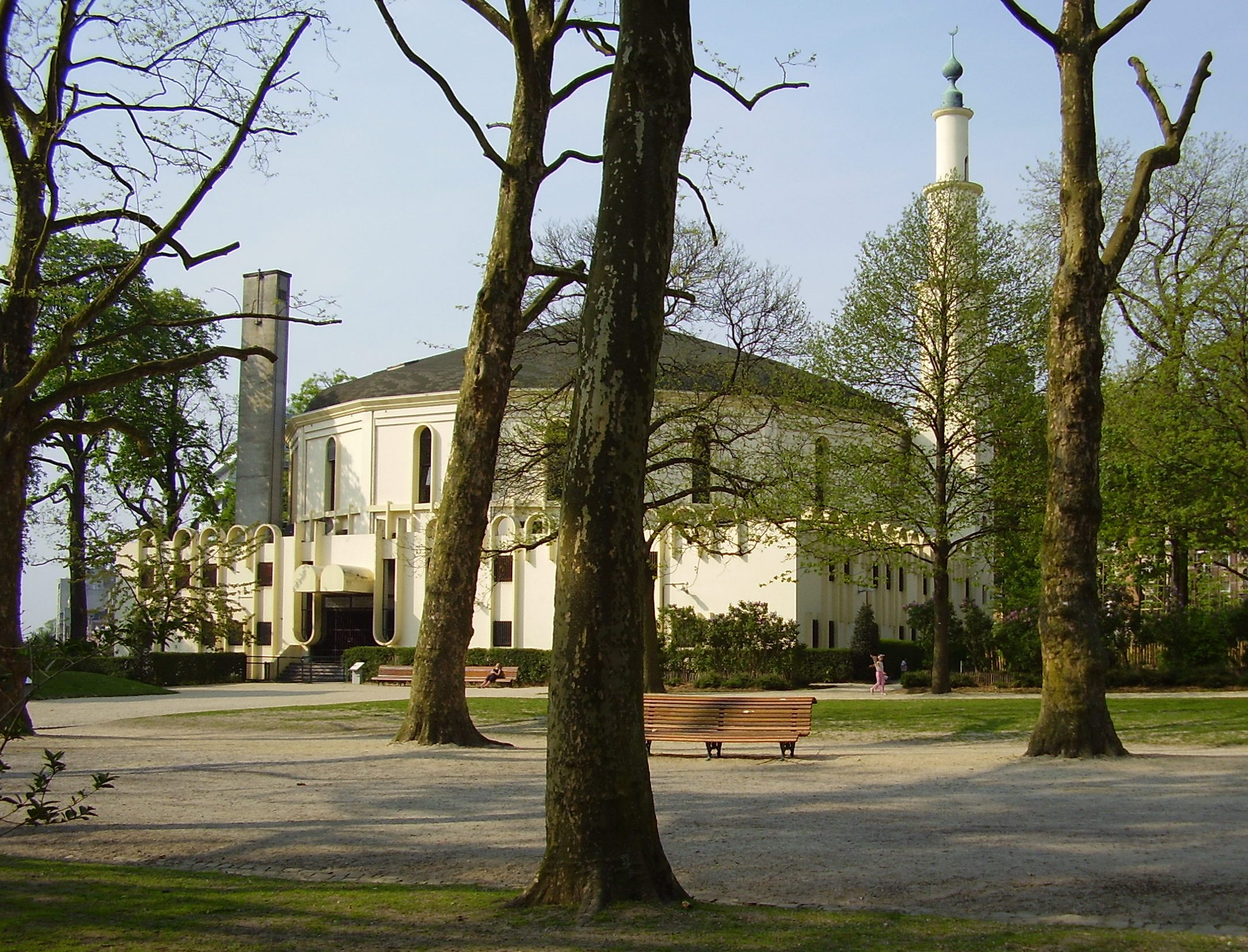
Grote Moskee van Brussel

### Gerepertorieerde bomen
- Aesculus hippocastanum (omtrek 460 cm)
- Robinia pseudoacacia (340 cm)
- Fagus sylvatica (305 cm)
- Acer pseudoplatanus (270 cm)
- Acer saccharinum (250 cm)
- Quercus cerris (211 cm)
- Fraxinus americana (210 cm)
- Gleditsia triacanthos (210 cm)
- Alnus cordata (174 cm)